# Icosidodecadodecaedro
En geometría, el icosidodecadodecaedro (o dodecadodecaedro icosificado) es un poliedro uniforme estrellado, indexado como U44. Tiene 44 caras (12 pentágonos, 12 pentagramas y 20 hexágonos), 120 aristas y 60 vértices. Su figura de vértice es un cuadrilátero cruzado; y su dual es el mediano hexecontaedro icosacrónico.

## Poliedros relacionados
Comparte su disposición de vértice con los compuestos uniformes de 10 o 20 prismas triangulares. Además, comparte sus aristas con el rombidodecadodecaedro (que tiene en común las caras pentagonales y pentagrámicas) y el rombicosaedro (que tiene en común las caras hexagonales).
| Envolvente convexa | Rombidodecadodecaedro                  | Icosidodecadodecaedro                    |
| Rombicosaedro      | Compuesto de diez prismas triangulares | Compuesto de veinte prismas triangulares |